# Seznam morových hřbitovů v Česku
Následující seznam obsahuje morové a cholerové hřbitovy a pohřebiště na území České republiky. Z pochopitelných důvodů nebyly ve všech případech pořízeny ihned písemné záznamy, takže je třeba brát v potaz, že informace o některých se po kratší či delší dobu předávaly pouze ústní cestou, což mohlo mít vliv na faktickou přesnost. Pokud existuje o daném subjektu samostatný článek, najdete v něm podrobnější informace a jejich zdroje.
Seznam není kompletní.
| Název                                                          | Obrázek | Umístění                                        | Okres            | Období      | Galerie                                                                                        | Popis |
| -------------------------------------------------------------- | ------- | ----------------------------------------------- | ---------------- | ----------- | ---------------------------------------------------------------------------------------------- | --- |
| Dolní hřbitov                                                  |         | Žďár nad Sázavou                                | Žďár nad Sázavou | 18. století | Kategorie „Dolní hřbitov (Žďár nad Sázavou)“ na Wikimedia Commons                              | Morový hřbitov projektovaný Janem Santinim roku 1709. |
| Holasice                                                       |         | Zaniklý                                         | Brno-venkov      | 1831–1838   |                                                                                                | Zaniklý hřbitov využívaný po vypuknutí epidemie cholery mezi lety 1831 a 1838; zrušen kvůli výstavbě železnice. |
| Hřbitov u kostelíka sv. Jan Nepomuckého V trníčku              |         | Jenerálka 50°6′25″ s. š., 14°21′14″ v. d.       | Praha            | 1680        |                                                                                                | Založen při moru r. 1680, po moru r. 1713 postaven kostel. V pozdějším 18. století kostel i hřbitov farní, v 19. století nejdříve zrušena farnost, později i hřbitov. |
| Kundratice                                                     |         | Sviny 49°11′1″ s. š., 14°38′40″ v. d.           | Tábor            | 17. století |                                                                                                | Mezi Sviny a Kundraticemi byl založen hřbitov v souvislosti s morovou epidemií během třicetileté války. Mor sem údajně zanesl jistý Francouz s manželkou. Na jeho následky vymřela prakticky celá ves. Pozůstatky hřbitova existují, objekt je v dezolátním stavu.                                               |
| Hřbitov kostelíku Nejsvětější Trojice a Čtrnácti sv. Pomocníků |         | Louny 50°21′30″ s. š., 13°47′7″ v. d.           | Louny            | 1680        | Kategorie „Church of the Holy Trinity and Fourteen Holy Helpers in Louny“ na Wikimedia Commons | První morová epidemie v Lounech z roku 1680 si vyžádala založení nového hřbitova. Při další vlně moru po 33 letech byla započata stavba kostelíku, která byla dokončena roku 1718 a 6. června byl kostelík vysvěcen a zasvěcen Nejsvětější Trojici a 14 sv. Pomocníkům, kteří se vzývají především při nemocech. |
| Malostranský hřbitov                                           |         | Praha 50°4′18″ s. š., 14°23′29″ v. d.           | Smíchov          | 1680        | Kategorie „Malostranský hřbitov“ na Wikimedia Commons                                          | Založen v době morové epidemie v roce 1680 na místě vinice. V roce 1787 se stal městským hřbitovem pro Malou stranu a Hradčany. |
| Morový hřbitov                                                 |         | Milevsko 49°27′40″ s. š., 14°22′19″ v. d.       | Písek            | 1771–1772   | Kategorie „Morový hřbitov (Milevsko)“ na Wikimedia Commons                                     | V čase epidemií během hladomoru v českých zemích zemřelo v roce 1771 v milevské farnosti 544 lidí a v následujícím roce 565 lidí. |
| Slavičín                                                       |         | Slavičín                                        | Zlín             | 1831        |                                                                                                | Cholerový hřbitov v lokalitě zvané Pod Vrškem. Pískovcový kříž se sochou a nápisem (doslovně) „Tento svatý kříž je vistaven od Františka Mudrák z Mladotic v 1872.“ |
| Morový hřbitov                                                 |         | Starý Rožmitál 49°36′55″ s. š., 13°50′52″ v. d. | Příbram          | 1771–1772   |                                                                                                | Na morovém hřbitově nedaleko Starého Rožmitálu byl v roce 1815 pohřben Jakub Jan Ryba. Byl to starší morový hřbitov, který byl založen na nevhodném místě, novější morový hřbitov byl založen v poloze Na Chmelnici.                                                                                             |
| Na Šerovně                                                     |         | Záblatí 48°59′36″ s. š., 13°55′56″ v. d.        | Prachatice       |             |                                                                                                | Hřbitov v lokalitě Na Šerovně je označován jako židovský či morový, ačkoli o židovský hřbitov se nejedná. Oběti morové epidemie zde však pohřbívány byly. |
| Stini                                                          |         | Dolní Vltavice                                  | Český Krumlov    | 17. století |                                                                                                | Kaple (u silnice před Dolní Vltavicí) byla vystavěna v roce 1648 po třicetileté válce k pietnímu uctění místa, kam byly pochovány oběti morové epidemie. |
| U svítivých hlav                                               |         | Mokrosuky                                       | Klatovy          |             |                                                                                                | Morový hřbitov a hroby Švédů z třicetileté války označuje památný dub na kraji obce v místech, kde se říká U svítivých hlav případně Na hřbitově. |
| Záhorovice                                                     |         | Záhorovice                                      | Uherské Hradiště |             | Kategorie „Záhorovice cemetery“ na Wikimedia Commons                                           | Při přechodu pruských vojsk přes obec zde zůstal vojín nakažený cholerou. Zavlekl sem epidemii, která stála 67 životů. Oběti byly pochovány v místech, kde stojí kříž a trojice lip. Morový hřbitov byl roku 1994 prohlášen za kulturní památku.                                                                 |
| Židovský hřbitov v Praze-Žižkově                               |         | Žižkov                                          | Praha            | 17. století | Kategorie „Old Jewish cemetery in Žižkov“ na Wikimedia Commons                                 | Hřbitov využívaný mezi lety 1680 a 1890 byl původně morovým hřbitovem, který od roku 1787 začala používat místní židovská komunita k pohřbívání svých zesnulých. |